# Teslagrad
Teslagrad est un jeu vidéo de plates-formes en deux dimensions mélangeant certains aspects de puzzle et d'exercices de logique sorti en 2013 sur Windows, Linux et OS X. La version pour Wii U est offerte sur la Nintendo eShop depuis le 11 septembre 2014 alors que les ports PlayStation 3, PlayStation 4 et PlayStation Vita devraient être sur le marché dans le courant de l'année 2014. Le site Metacritic rapporte une note cumulative de 77 % pour ce jeu en version PC et 88 % pour la version Wii U. Le jeu a été élaboré à l'aide du moteur de jeu Unity, ce qui rend sa conversion aisée entre les différentes plates-formes.

## Système de jeu
Teslagrad est un jeu de plates-formes en deux dimensions renfermant de nombreux éléments de logiques et des casse-têtes à résoudre en utilisant diverses capacités électromagnétiques pour en venir à résoudre l'énigme de la Tour Tesla, une tour abandonnée depuis fort longtemps. Si certaines séquences de combats ponctuent les tableaux, le joueur passe la plupart du temps à tenter de résoudre des puzzles lui permettant d'accéder aux tableaux ultérieurs. L'environnement représentant une vieille Europe à l'ambiance steampunk a été dessiné à main par les artistes de Rain Games.

### Scénario
Le joueur incarne un jeune garçon impliqué dans une conspiration où un monarque règne de manière despotique sur le royaume d'Elektropia contre la volonté de son peuple, et ce, depuis des années. Au cours de sa quête, le jeune garçon gagne des pouvoirs liés à l'électromagnétisme afin de résoudre les énigmes qu'il rencontre en chemin. Les critiques ont notamment critiqué le choix des développeurs de faire mourir le personnage principal si un ennemi parvient simplement à le toucher.

## Développement
Le jeu a été conçu par Rain Games alors que la compagnie élaborait un autre jeu qui n'a jamais été édité ni même terminé, Minute Mayhem. Les versions Wii U et PS3 ont été annoncées en juin et juillet 2013 alors que la version PS4 n'a été annoncée qu'en août 2014.

## Accueil
Teslagrad a été bien accueilli par la presse spécialisée. Nintendo Life a notamment soulevé à quel point l'atmosphère nostalgique du jeu est bien servie par sa trame sonore et la direction artistique en plus de souligner l'intelligence avec laquelle les éléments de puzzle avaient été conçus. Cependant, la même publication a émis des réserves concernant le haut niveau de difficulté du jeu et le manque d'adaptation du titre aux capacités singulières du GamePad de la Wii U.